# Gol Hausdorff
În matematică, un gol Hausdorff (în engleză Hausdorff gap) constă aproximativ din două colecții de secvențe de numere întregi, astfel încât să nu existe nicio secvență situată între cele două colecții. Primul exemplu a fost găsit de Hausdorff (1909). Existența golurilor Hausdorff arată că ansamblul parțial ordonat al posibilelor rate de creștere a secvențelor nu este complet.

## Definiție
Fie {\displaystyle \omega ^{\omega }} mulțimea tuturor secvențelor de numere întregi pozitive și să să definim {\displaystyle f<g} să însemne {\displaystyle \lim \left(g(n)-f(n)\right)=+\infty }.
Dacă {\displaystyle X} este o mulțime parțial ordonată și {\displaystyle \kappa } și {\displaystyle \lambda } sunt cardinale, atunci un pregol în {\displaystyle (\kappa ,\lambda )} {\displaystyle X} este un set de elemente {\displaystyle f_{\alpha }} pentru {\displaystyle \alpha \in \kappa } și un set de elemente {\displaystyle g_{\beta }} pentru {\displaystyle \beta \in \lambda } astfel încât:
- Secvența infinită numerabilă {\displaystyle f} este strict crescătoare;
- Secvența infinită numerabilă {\displaystyle g} este strict descrescătoare;
- Toate elementele din secvența {\displaystyle f} sunt mai mici decât toate elementele din secvența {\displaystyle g}.

Un pregol se numește gol dacă îndeplinește condiția suplimentară:
- Nu există un element {\displaystyle h} care să fie simultan mai mare decât toate elementele din {\displaystyle f} și mai mic decât toate elementele din {\displaystyle g}.

Un gol Hausdorff este un gol {\displaystyle (\omega _{1},\omega _{1})} în {\displaystyle \omega ^{\omega }} astfel încât pentru fiecare ordinal numărabil {\displaystyle \alpha } și orice număr natural {\displaystyle n} există doar un număr finit de {\displaystyle \beta } mai mic decât {\displaystyle \alpha } astfel încât pentru toate {\displaystyle k>n} avem {\displaystyle f_{\alpha }(k)<g_{\beta }(k)}.
Există variații ale acestor definiții, cu mulțimea ordonată {\displaystyle \omega ^{\omega }} înlocuită cu o mulțime similară. De exemplu, se poate redefini {\displaystyle f<g} să însemne {\displaystyle f(n)<g(n)} pentru toți {\displaystyle n}, cu excepția unui număr finit de {\displaystyle n}. O altă variantă introdusă de Hausdorff (1936) este înlocuirea lui {\displaystyle \omega ^{\omega }} cu mulțimea tuturor submulțimilor lui {\displaystyle \omega }, cu ordinea dată de {\displaystyle A<B} dacă {\displaystyle A} are doar un număr finit de elemente care nu se află în {\displaystyle B}, dar {\displaystyle B} are un infinit de elemente care nu sunt în {\displaystyle A}.

## Existență
Este posibil să se demonstreze în ZFC că există goluri Hausdorff și goluri {\displaystyle (b,\omega )} unde {\displaystyle b} este cardinalitatea celei mai mici mulțimi nemărginite din {\displaystyle \omega ^{\omega }} și că nu există goluri {\displaystyle (\omega ,\omega )}. Axioma mai puternică de colorare deschisă poate exclude toate tipurile de goluri, cu excepția golurilor Hausdorff și a celor de tip {\displaystyle (\kappa ,\omega )} cu {\displaystyle \kappa \geq \omega _{2}}.